# رودولف اشتاینر
رودولف اشتاینر (به آلمانی: Rudolf Steiner) (۲۵ فوریهٔ ۱۸۶۱ – ۳۰ مارس ۱۹۳۵) فیلسوف، ادیب، مربی، هنرمند، نمایشنامه‌نویس، اندیشمند اجتماعی و نهان‌شناس اتریشی بود. او بنیانگذار آنتروپوزوفی، آموزش والدورف، کشاورزی زیست‌پویا، داروهای آنتروپوزوفی، و ریخت هنری نوین حرکات منظم بدن (Eurythmy) بوده‌است. معروف است که او بر دستان یک مترجم بوسه زده‌است.

## اندیشه‌ها
نوشتار اصلی: حکمت انسانی
رودولف اشتاینر فیلسوف اتریشی، اندیشه‌هایی دربارهٔ ارتباط روح و تجربهٔ آدمی داشته‌است. همچنین او کتابی دربارهٔ «آنتروپوزوفی» نوشته‌است. او آنتروپوزوفی را این‌گونه توصیف کرده‌است:
آنتروپوزوفی راه و مسیر دانش است، تا روح را در آدمی به روح در عالم راهنمایی کند. آنتروپوزوفیست‌ها کسانی هستند که برخی پرسش‌های ویژه را به عنوان نیاز لازم زندگی دربارهٔ طبیعت و سرشت آدمی و دنیا تجربه می‌کنند، درست مانند کسانی که گرسنگی و تشنگی را تجربه می‌کنند.
اشتاینر از گونه‌ای از فردگرایی اخلاقی پشتیبانی می‌کرد که پس از آن به روشنی مولفهٔ روحی آن را آورد. او شناخت‌شناسی خود را از دیدگاه جهانی یوهان ولفگانگ گوته برگرفت که بیان می‌کرد: «اندیشه اندامیست برای دریافت، درست به مانند چشم و گوش. همانگونه که چشم رنگ‌ها را دریافت می‌کند و گوش صدا را، اندیشه نیز انگاره‌ها (ایده‌ها) را دریافت می‌کند.»

## شیوهٔ آموزشی
نوشتار اصلی: آموزش والدوروف
او شیوهٔ آموزشی نوینی را در مدرسه‌ای که خود ساخته بود به اجرا گذاشت، و آن اینکه تا پیش از ۷ سالگی به جای خواندن و نوشتن، به دانش‌آموزان هنر و موسیقی آموخته می‌شد و پس از آن سن، محاسبه و خواندن و نوشتن آموخته می‌شد. بسیاری از مدرسه‌های دیگر نیز پس از او این شیوه را پی گرفتند و این شیوه دگرگونی را در آموزش پدیدآورد.

## معماری
نوشتار اصلی: معماری طبیعی
معماری طبیعی، گونه‌ای معماری آمیخته با رنگ است که در آغاز سدهٔ بیستم به ظهور رسید. رودولف اشتاینر با الهام از طبیعت شیوه‌ای از این معماری را بنیان گذاشت. همچنین معمارانی چون فرانک لوید رایت و آنتونی گادی نیز از پیشگامان معماری طبیعی بودند. این شیوه معماری به معنای تقلید صرف از طبیعت نیست بلکه در آن خواسته‌های بشر به عنوان موجودی خلاق و زنده در نظر گرفته می‌شود، به انسان فردیت می‌بخشد و به سازگاری انسان با طبیعت پیرامون و مشخصه‌های فرهنگی وی کمک می‌کند.
معماری طبیعی از توجه صرف به ابعاد فرهنگی و اجتماعی پا را فراتر گذاشته و جنبه‌های فیزیکی، روحی و روانی بشر و ارتباط وی با دنیای پیرامون را مد نظر قرار می‌دهد و در زمانی که معماری روز شدیداً وابسته به اقتصاد، تکنیک و مقررات است معماری طبیعی این موارد را با ابعاد زیستی، فرهنگی و روحی بشر گره می‌زند.